# Dialy Mory Diabaté
Dialy Mory Diabaté, även känd som "Dallas", "Pappa Dallas", eller "kungen av Rosengård", född 27 augusti 1942 i Dakar, Senegal, är ordförande för Malmö Boxningsklubb. Han har erhållit flera priser för sitt arbete som engagerad fritidsledare i Rosengård i Malmö.

## Biografi
Dialy Mory Diabaté kom till Sverige år 1964 med en dansgrupp och blev kvar för att dansgruppens manager avvek med gruppens pengar. Han började arbeta som städare och lärde sig svenska på Malmö Latinskola. År 1973 började han arbeta på en fritidsgård i Rosengård och inledde därmed det engagemang för utsatta ungdomar som han idag förknippas med och som han sedan dess tilldelats många pris för.
Han fick TV-sportens Sportspegelpris som ”Årets Fritidsledare” vid Svenska idrottsgalan 2003. Han har även erhållit Skånes Idrottsförbunds pris som ”Årets bästa manliga idrottsliga förebild för barn och ungdomar” år 2002. Markus Wargclous Minnesfond tilldelade år 2007 Diabate "Dallas" Dialy-Mory ett stipendium för hans engagemang med ungdomar i Rosengård, Malmö.
Han tilldelades vidare kungliga sällskapet Pro Patrias stora guldmedalj år 2007 för sitt enastående ungdomsarbete i Rosengård. Motiveringen löd ”Fritidsledare Diabaté Dialy-Mory har arbetat mycket framgångsrikt med ungdomar i Rosengård. Han har lyckats reda ut problem och konflikter som skola, socialtjänst och polis har gått bet på. Diabaté Dialy-Mory lämnar ingen oberörd, han åtnjuter stor respekt i och utanför området tack vare sitt genuina engagemang och stora uthållighet. Tack vare hans långvariga arbete, har många ungdomar skapat en ljus tillvaro för sig själva och andra.”
År 2011 tilldelades han även titeln Svenska Hjältar på Svenska Hjältar-galan anordnad av TV4, där han fick mottaga priset av statsminister Fredrik Reinfeldt.